# Чеська Вікіпедія
Чеська Вікіпедія — розділ Вікіпедії чеською мовою. 
Станом на 27 березня 2025 року Чеська Вікіпедія містить 565 690 статей, 692 712 зареєстрованих користувачів, 2453 активних дописувачів, 33 адміністраторів
. Загальна кількість сторінок в чеській Вікіпедії — 1 581 348, редагувань — 24 742 448, завантажених файлів — 1
. Глибина (рівень розвитку мовного розділу) чеської Вікіпедії середня і становить 50.4 пунктів
. 
За кількістю статей перебуває на 28-му місці серед усіх мовних розділів та на 5-му серед слов'яномовних розділів Вікіпедії (між сербською та сербохорватською Вікіпедіями).

## Історія

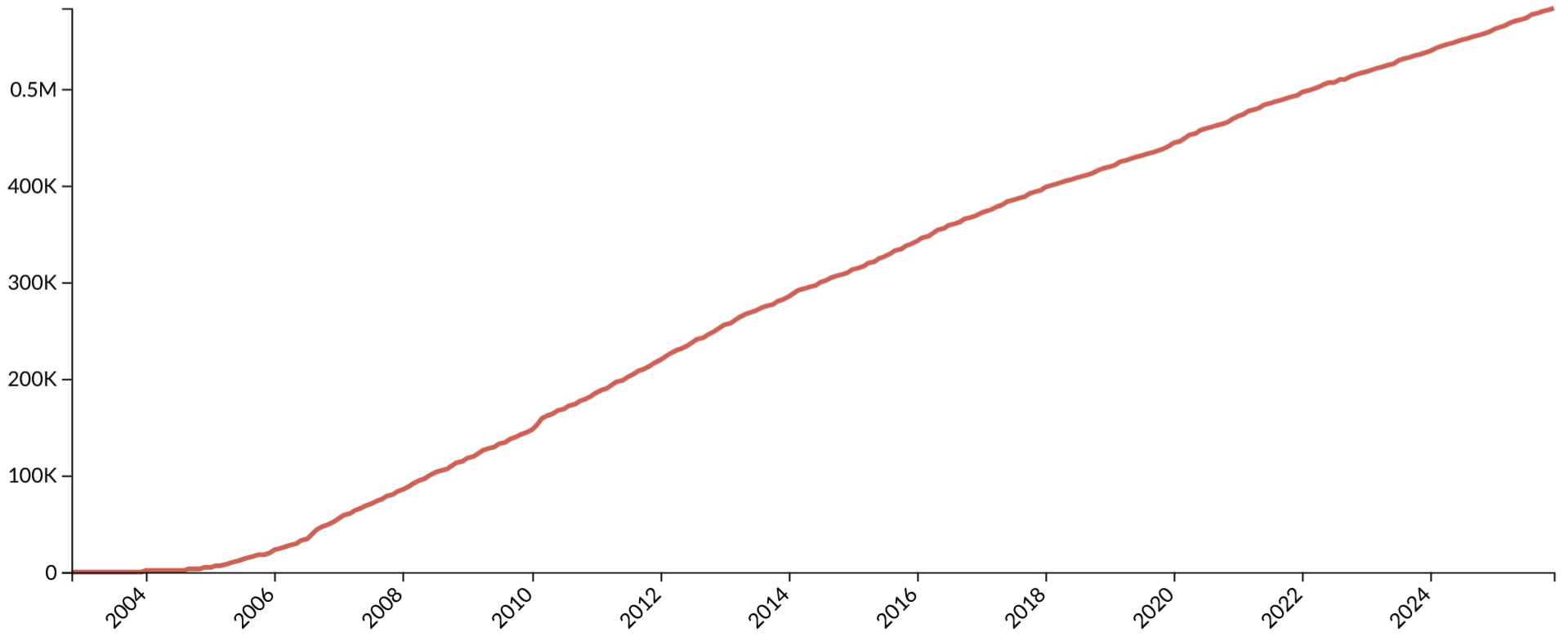
Зростання кількості статей з 2002 року

Динаміка кількості дуже активних редакторів (100 редагувань на місяць) від 2003 року

Створена в листопаді 2002 року на запит користувача Вікіпедії мовою есперанто Мирослава Маловця, який став першим користувачем чеської Вікіпедії й переклав головну сторінку. Головну сторінку чеської Вікіпедії було завантажено 14 листопада 2002 року. Чеський розділ, таким чином, став вісімнадцятим мовним розділом Вікіпедії. Оскільки до січня 2003 р. Маловець був єдиним користувачем Чеської Вікіпедії, вона розвивалася дуже повільно, але вже в жовтні того ж року досягла тисячі користувачів. Проте лише в червні 2005 року вона досягла 10 тисяч статей. У грудні 2005 року перейшла межу 20 тис., а в листопаді наступного року — 50 тисяч.
У 2007 році чеська Вікіпедія стала абсолютним лідером опитування Root.cz. Пізніше чеська Вікіпедія вигравала це опитування в категорії проєктів у 2008 й 2010 роках.
У листопаді 2019 року загальний обсяг енциклопедичного тексту в 439 тисячах статей чеської Вікіпедії оцінювався в 153 мільйони слів (24 мільйони речень), тобто близько 612 тисяч стандартних сторінок. Для порівняння: чеський переклад Біблії містить приблизно 0,6 мільйона слів, тобто в ньому приблизно в 255 разів менше тексту.
18 листопада 2006 року — 50,000 статей                                                                                                                                                   19 червня 2008 було написано 100-тисячну статтю
7 липня 2011 — 200-тисячну статтю
24 липня 2014 — 300-тисячну статтю
10 лютого 2018 — 400-тисячну статтю                                                                                                                                   16 березня 2022 — 500-тисячну статтю.

## Якість
Дотепер не проводилося жодного незалежного дослідження, яке б розглядало якість записів у чеській Вікіпедії та порівнювало їх з іншими доступними енциклопедіями, написаними чеською мовою, як це сталося у випадку дослідження, опублікованого в часописі Nature, де порівняли англійську Вікіпедію та Британіку.